# Emmanuel Emenike
Emmanuel Emenike (né le 10 mai 1987 à Otuocha (en) au Nigeria) est un footballeur international nigérian. Il joue au poste d'attaquant.

## Biographie

### Enfance
Originaire du Nigeria, il est formé dans le club du Delta Force FC (en), un club amateur qui évolue en deuxième division nigériane.
En janvier 2008, il signe dans le club sud-africain des Mpumalanga Black Aces, évoluant dans le championnat d'Afrique du Sud de deuxième division. Il marque son premier but dès son premier match, le 17 février 2008 face au Dynamos FC. Il finira la saison en marquant trois buts en sept matchs.
Au début de la saison suivante, il est transféré au FC Cape Town (en). Il devient titulaire mais n'inscrira qu'un seul but.
Au début de la saison 2009-2010, il est prêté au club turc de Kardemir Karabükspor. Le club est promu en Spor Toto Süper Lig lors de la saison 2010-2011. Blessé une partie de la saison, il parvient tout de même à inscrire 14 buts.
En fin de saison, Fenerbahçe le supervise et achète le joueur pour 9 millions d'euros. Il signe un contrat de quatre ans le 26 mai 2011.
Le 28 juillet 2011, deux mois après son arrivée, le club de Fenerbahçe décide de se séparer du joueur, à cause de son implication dans une affaire de matchs truqués qui implique aussi le club (il est accusé, alors qu'il évoluait à Kardemir Karabükspor, d'avoir été payé pour simuler une blessure, afin de ne pas participer à un match contre Fenerbahçe).
Il signe au Spartak Moscou le 28 juillet 2011 pour une somme de 10 millions d'euros. Il fait ses débuts à l'occasion du premier match de la saison, le 14 août 2011, face au FK Anji Makhatchkala, en entrant à la 76e minute.
En 2013 il fait son retour à Fenerbahçe. Après 45 matches avec l'équipe, il a marqué 16 buts pour l'équipe turque.
En 2017, il rejoint le club grec de l'Olympiakos Le Pirée.
Le 16 septembre 2019, il s'engage en faveur du club belge du KVC Westerlo, qui évolue alors en deuxième division.

### Vie privée
Emmanuel Emenike s'est marié à Miss Nigeria 2013 : Ezinne Akudo Anyaoha dont il a divorcé en 2016 pour se remarier avec Miss Nigeria 2014 : Iheoma Nnadi.
C'est l'un des faits qui rend ce joueur connu, qui n'a pas manqué de faire sourire les réseaux sociaux.

### Carrière internationale
Il est appelé par le Nigeria pour la première fois pour disputer un match amical face au Sierra Leone. Il se blesse et cède sa place à la mi-temps.
Il attendra sa deuxième sélection et un match amical face à l'Argentine pour inscrire son premier but équipe nationale le 1er juin 2011.
Le 10 février 2013, il remporte le titre de la Coupe d'Afrique des nations avec le Nigeria, compétition dont il finit meilleur buteur avec quatre réalisations.
En mars 2013, alors qu'il est blessé, il critique le sélectionneur et les officiels nigérians pour leur manque de considération. Stephen Keshi ne le sélectionne alors pas pour la Coupe des confédérations 2013. Il n'effectue son retour en équipe nationale qu'en fin de phase éliminatoire.
En octobre 2013, il marque deux buts dans le premier match contre l'Éthiopie dans les qualifications de la Coupe du monde 2014 pour donner à l'équipe une victoire de 2-1.
Le 20 octobre 2015, Emenike met fin à sa carrière internationale après avoir été sélectionné à 37 reprises et marqué 9 buts.

## Palmarès

### En club
FC Cape Town (en)
- Championnat d'Afrique du Sud D2 :
  - Finaliste : 2009.

 Kardemir Karabükspor
- Championnat de Turquie D2 :
  - Vainqueur : 2010.

 Fenerbahçe SK
- Championnat de Turquie :
  - Vainqueur : 2014.

### En sélection nationale
Nigeria
- Coupe d'Afrique des nations :
  - Vainqueur : 2013.

### Distinctions personnelles
- 2010 : Meilleur joueur étranger de deuxième division turque.
- 2013 : Meilleur buteur de la Coupe d'Afrique des nations avec quatre buts, en compagnie du Ghanéen Wakaso Mubarak.

## Statistiques
| Saison                | Club                        | Championnat           | Championnat | Championnat | Coupe(s) nationale(s) | Coupe(s) nationale(s) | Supercoupe | Supercoupe | Compétition(s) continentale(s) | Compétition(s) continentale(s) | Compétition(s) continentale(s) | Nigeria | Nigeria | Total | Total |
| Saison                | Club                        | Division              | M.          | B.          | M.                    | B.                    | M.         | B.         | Comp.                          | M.                             | B.                             | M.      | B.      | M.    | B.    |
| 2007-2008             | Mpumalanga Black Aces       | 2                     | 7           | 3           | -                     | -                     | -          | -          | -                              | -                              | -                              | -       | -       | 7     | 3     |
| 2008-2009             | FC Cape Town                | 2                     | 16          | 1           | -                     | -                     | -          | -          | -                              | -                              | -                              | -       | -       | 16    | 1     |
| 2009-2010             | Kardemir Karabükspor (prêt) | 2                     | 28          | 16          | -                     | -                     | -          | -          | -                              | -                              | -                              | -       | -       | 28    | 16    |
| 2010-2011             | Kardemir Karabükspor        | 1                     | 23          | 16          | -                     | -                     | -          | -          | -                              | -                              | -                              | 2       | 1       | 25    | 17    |
| 2011-2012             | FK Spartak Moscou           | 1                     | 22          | 13          | -                     | -                     | -          | -          | C3                             | 2                              | 0                              | 4       | 0       | 28    | 13    |
| 2012-2013             | FK Spartak Moscou           | 1                     | 16          | 5           | 1                     | 0                     | -          | -          | C1                             | 6                              | 3                              | 8       | 4       | 31    | 12    |
| 2013-2014             | FK Spartak Moscou           | 1                     | 4           | 3           | -                     | -                     | -          | -          | -                              | -                              | -                              | -       | -       | 4     | 3     |
| 2013-2014             | Fenerbahçe SK               | 1                     | 28          | 12          | 1                     | 0                     | -          | -          | C1                             | 2                              | 0                              | 12      | 4       | 43    | 16    |
| 2014-2015             | Fenerbahçe SK               | 1                     | 27          | 4           | 7                     | 1                     | 1          | 0          | -                              | -                              | -                              | 6       | 0       | 41    | 5     |
| 2015-2016             | Al Ain Club (prêt)          | 1                     | 11          | 7           | -                     | -                     | -          | -          | -                              | -                              | -                              | 4       | 0       | 15    | 7     |
| Total sur la carrière | Total sur la carrière       | Total sur la carrière | 182         | 78          | 9                     | 1                     | 1          | 0          | -                              | 10                             | 3                              | 36      | 9       | 238   | 91    |

| Buts internationaux d'Emmanuel Emenike (5) | Buts internationaux d'Emmanuel Emenike (5) | Buts internationaux d'Emmanuel Emenike (5)       | Buts internationaux d'Emmanuel Emenike (5) | Buts internationaux d'Emmanuel Emenike (5) | Buts internationaux d'Emmanuel Emenike (5) | Buts internationaux d'Emmanuel Emenike (5) | Buts internationaux d'Emmanuel Emenike (5) |
|                                            | Date                                       | Lieu                                             | Adversaire                                 | Score                                      | Résultat                                   | Compétition                                |                                            |
| ------------------------------------------ | ------------------------------------------ | ------------------------------------------------ | ------------------------------------------ | ------------------------------------------ | ------------------------------------------ | ------------------------------------------ | ------------------------------------------ |
| 1.                                         | 1er juin 2011                              | Abuja Stadium, Abuja, Nigeria                    | Argentine                                  | 4-0                                        | 4-1                                        | Match amical                               |                                            |
| 2.                                         | 21 janvier 2013                            | Stade Mbombela, Nelspruit, Afrique du Sud        | Burkina Faso                               | 1-0                                        | 1-1                                        | CAN 2013                                   |                                            |
| 3.                                         | 25 janvier 2013                            | Stade Mbombela, Nelspruit, Afrique du Sud        | Zambie                                     | 0-1                                        | 1-1                                        | CAN 2013                                   |                                            |
| 4.                                         | 3 février 2013                             | Stade Royal Bafokeng, Rustenburg, Afrique du Sud | Côte d'Ivoire                              | 0-1                                        | 1-2                                        | CAN 2013                                   |                                            |
| 5.                                         | 6 février 2013                             | Stade Moses-Mabhida, Durban, Afrique du Sud      | Mali                                       | 0-3                                        | 1-4                                        | CAN 2013                                   |                                            |